# Eothenomys meiguensis
Eothenomys meiguensis és una espècie de mamífer rosegador de la família dels cricètids. És endèmic del sud de la província xinesa de Sichuan, on viu a altituds superiors a 3.000 msnm. Té una llargada de cap a gropa d'aproximadament 100 mm i la cua d'aproximadament 45 cm. El seu hàbitat natural són els avetars. El seu nom específic, meiguensis, significa ‘de Meigu’ en llatí.